# Boomerang (votka)
Boomerang votka je žestoko alkoholno piće koje se proizvodi u Australiji. Proizvodi se u destileriji Boomerang Vodka Pty Ltd. u gradu Melbourne u Australiji. Ova votka se dobiva peterostrukom destilacijom grožđa sorte Chardonnay isključivo iz doline Barossa, poznatog vinarskog kraja u Australiji. Nakon destilacije, tekućina se filtrira kroz ugljen. Ova votka je našla svoje tržište u Americi, čime je otvorila tržište i drugom sličnom proizvodu iz Australije Cooranbong votki.